# Priboj
Priboj (in serbo Прибој?) è una città e una municipalità del distretto di Zlatibor nel sud-ovest della Serbia centrale, al confine con il Montenegro e la Bosnia ed Erzegovina.

All'interno del comune si trova l'enclave bosniaca di Međurečje che dipende dal comune di Rudo.

## Storia
Nel 1418 Ishak Bey, bey di Skopje conquistò Priboj, questa è la prima menzione di Priboj.

Nel 1878 il villaggio di Međurečje venne ceduto dal Principato di Serbia alla Bosnia ed Erzegovina sotto amministrazione austroungarica.
Nel 1952 venne fondata la Fabrika automobila Priboj, industria automobilistica che ha dato grande impulso demografico e economico alla città.

## Località
- Priboj
- Banja
- Batkovići
- Brezna
- Bučje
- Čitluk
- Crnugovići
- Crnuzi
- Dobrilovići
- Hercegovačka Goleša
- Jelača
- Kalafati
- Kaluđerovići
- Kasidoli
- Kratovo
- Krnjača
- Kukurovići
- Mažići
- Miliješ
- Plašće
- Požegrmac
- Pribojska Goleša
- Pribojske Čelice
- Rača
- Ritošići
- Sastavci
- Sjeverin
- Sočice
- Strmac
- Zabrđe
- Zabrnjica
- Zagradina
- Zaostro
- Živinice